# Persone di nome Sebastian/Calciatori
| Questa pagina contiene informazioni ricavate automaticamente dalle voci biografiche con l'ausilio del template Bio e di un bot. L'aggiornamento è periodico e automatico e ricostruisce completamente la pagina. Se manca una persona in questa lista, sei pregato di non aggiungerla, ma accertati piuttosto che la sua voce biografica contenga il template Bio e che i dati anagrafici siano correttamente compilati. Se il template Bio manca, inseriscilo tu stesso o, in alternativa, metti l'avviso {{tmp\|Bio}} che ne segnala la mancanza. Se i dati riportati sono sbagliati, correggi direttamente la voce biografica; le modifiche saranno visibili in questa lista entro pochi giorni. Per chiarimenti vedi il progetto antroponimi. La lista contiene solo le 73 persone che sono citate nell'enciclopedia e per le quali è stato implementato correttamente il template Bio. Pagina aggiornata al 6 ago 2025. |

Questa è una lista di persone presenti nell'enciclopedia che hanno il nome Sebastian e sono calciatori.

## A(2)
- Sebastian Achim, calciatore rumeno (Oradea, n. 1986)
- Sebastian Aigner, calciatore austriaco (n. 2001)

## B(6)
- Sebastian Bauer, calciatore austriaco (n. 1992)
- Sebastian Berhalter, calciatore statunitense (Londra, n. 2001)
- Sebastian Berko, ex calciatore sloveno (n. 1984)
- Sebastian Boenisch, ex calciatore polacco (Gliwice, n. 1987)
- Sebastian Bonecki, calciatore polacco (Legnica, n. 1995)
- Sebastian Breza, calciatore canadese (Ottawa, n. 1998)

## C(2)
- Sebastian Cojocnean, ex calciatore rumeno (Câmpia Turzii, n. 1989)
- Sebastian Svärd, calciatore danese (Hvidovre, n. 1983)

## D(3)
- Sebastian Dahlström, calciatore finlandese (Helsinki, n. 1996)
- Sebastian Deisler, ex calciatore tedesco (Lörrach, n. 1980)
- Sebastian Dudek, ex calciatore polacco (Żary, n. 1980)

## E(2)
- Sebastian Eriksson, ex calciatore svedese (Brålanda, n. 1989)
- Sebastian Ernst, calciatore tedesco (Neustadt am Rübenberge, n. 1996)

## F(1)
- Sebastian Freis, ex calciatore tedesco (Karlsruhe, n. 1985)

## G(5)
- Sebastian Giovinco, ex calciatore italiano (Torino, n. 1987)
- Sebastian Griesbeck, calciatore tedesco (Ulma, n. 1990)
- Sebastian Grønning, calciatore danese (Aalborg, n. 1997)
- Sebastián Gualco, calciatore argentino (n. 1912 - † 1992)
- Sebastian Soto, calciatore statunitense (Carlsbad, n. 2000)

## H(3)
- Sebastian Hausner, calciatore danese (Horsens, n. 2000)
- Sebastian Henriksson, ex calciatore svedese (Degerfors, n. 1974)
- Sebastian Hertner, calciatore tedesco (Leonberg, n. 1991)

## J(3)
- Sebastian Jakubiak, calciatore tedesco (Lubecca, n. 1993)
- Sebastian Jung, calciatore tedesco (Königstein im Taunus, n. 1990)
- Sebastian Jørgensen, calciatore danese (Silkeborg, n. 2000)

## K(4)
- Sebastian Kerk, calciatore tedesco (Bad Wurzach, n. 1994)
- Sebastian Klaas, calciatore tedesco (Ibbenbüren, n. 1998)
- Sebastian Kowalczyk, calciatore polacco (Stettino, n. 1998)
- Sebastian Kóša, calciatore slovacco (Nové Zámky, n. 2003)

## L(2)
- Sebastian Langkamp, ex calciatore tedesco (Spira, n. 1988)
- Sebastian Larsson, ex calciatore svedese (Eskilstuna, n. 1985)

## M(10)
- Sebastian Madera, ex calciatore polacco (Rawicz, n. 1985)
- Sebastian Maier, calciatore tedesco (Landshut, n. 1993)
- Sebastian Mailat, calciatore rumeno (Timișoara, n. 1997)
- Sebastian Mannström, calciatore finlandese (Jakobstad, n. 1988)
- Sebastian Mielitz, calciatore tedesco (Zehdenick, n. 1989)
- Sebastian Mila, ex calciatore polacco (Koszalin, n. 1982)
- Sebastian Milewski, calciatore polacco (Mława, n. 1998)
- Sebastian Mladen, calciatore rumeno (Calafat, n. 1991)
- Sebastian Musiolik, calciatore polacco (Knurów, n. 1996)
- Sebastian Mwansa, calciatore zambiano (Mufrila, n. 1988)

## N(3)
- Sebastian Nachreiner, ex calciatore tedesco (Gottfrieding, n. 1988)
- Sebastian Nebyla, calciatore slovacco (Gütersloh, n. 2002)
- Sebastian Neumann, ex calciatore tedesco (Berlino, n. 1991)

## O(3)
- Sebastian Ohlsson, calciatore svedese (Hova, n. 1992)
- Sebastian Osigwe, calciatore svizzero (Lucerna, n. 1994)
- Sebastian Otoa, calciatore danese (Roskilde, n. 2004)

## P(4)
- Seb Palmer-Houlden, calciatore inglese (Bristol, n. 2004)
- Sebastian Polter, calciatore tedesco (Wilhelmshaven, n. 1991)
- Sebastian Przyrowski, calciatore polacco (Białobrzegi, n. 1981)
- Sebastian Prödl, ex calciatore austriaco (Graz, n. 1987)

## R(4)
- Sebastian Rode, ex calciatore tedesco (Seeheim-Jugenheim, n. 1990)
- Sebastian Rudol, calciatore polacco (Koszalin, n. 1995)
- Sebastian Rudy, ex calciatore tedesco (Villingen-Schwenningen, n. 1990)
- Sebastian Ryall, ex calciatore australiano (Sydney, n. 1989)

## S(12)
- Sebastian Santin, calciatore austriaco (Bregenz, n. 1994)
- Sebastian Saucedo, calciatore statunitense (San Fernando, n. 1997)
- Sebastian Schindzielorz, ex calciatore tedesco (Krapkowice, n. 1979)
- Sebastian Schonlau, calciatore tedesco (Warburg, n. 1994)
- Sebastian Sebulonsen, calciatore norvegese (Vejle, n. 2003)
- Sebastian Sorsa, ex calciatore finlandese (Helsinki, n. 1984)
- Sebastian Steblecki, calciatore polacco (Cracovia, n. 1992)
- Sebastian Stolze, calciatore tedesco (Leinefelde-Worbis, n. 1995)
- Sebastian Strandvall, ex calciatore finlandese (Helsinki, n. 1986)
- Sebastian Strózik, calciatore polacco (Opole, n. 1999)
- Sebastian Szałachowski, ex calciatore polacco (Lublino, n. 1984)
- Sebastian Szymański, calciatore polacco (Biała Podlaska, n. 1999)

## T(2)
- Sebastian Tounekti, calciatore norvegese (Tromsø, n. 2002)
- Sebastian Tyrała, ex calciatore polacco (Racibórz, n. 1988)

## V(1)
- Sebastian Vasiliadis, calciatore tedesco (Auenwald, n. 1997)

## W(1)
- Sebastian Walukiewicz, calciatore polacco (Gorzów Wielkopolski, n. 2000)